# Марк Вибий Либерал
Марк Вибий Либерал (на латински: Marcus Vibius Liberalis) e политик и сенатор на Римската империя през 2 век.
Произлиза от фамилията Вибии. През 166 г. е суфектконсул заедно с Публий Мартий Вер.